# Federico Ré
Federico Ré (nacido en Rosario el 11 de enero de 1990) es un futbolista argentino, que ostenta también la nacionalidad italiana. Juega como mediocampista y se formó en las divisiones juveniles de Rosario Central.

## Carrera
Pasó de las inferiores de Central a las del Siena de Italia, cuando su hermano mayor Maximiliano fue a jugar a dicho club, en el año 2007. Dos temporadas más tarde comenzó un derrotero por clubes del ascenso peninsular. Primero jugó en Sangiovannese, equipo en el que debutó profesionalmente, luego en Alma Juventus Fano 1906, Chieti y US Borgo a Buggiano. En 2013 retornó a su país natal para vestir la camiseta de Argentino de Rosario. En 2015 firmó con Coronel Aguirre, donde se reencontró con su hermano.

## Clubes
| Club                    | País      | Año       |
| ----------------------- | --------- | --------- |
| Sangiovannese           | Italia    | 2009-2010 |
| Alma Juventus Fano 1906 | Italia    | 2010      |
| Chieti                  | Italia    | 2011      |
| US Borgo a Buggiano     | Italia    | 2012      |
| Argentino (Rosario)     | Argentina | 2013-2014 |
| Coronel Aguirre         | Argentina | 2015      |